# Couesnophone

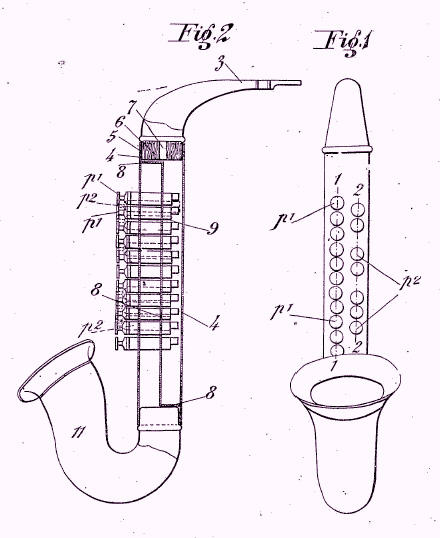
Couesnophone.

Le couesnophone, également surnommé queenophone ou Goofus, est un instrument à vent à anches libre qui a connu une brève popularité auprès de certains des premiers musiciens de jazz comme le multi-instrumentiste américain Adrian Rollini.

## Description
Pat Missin décrit l'instrument comme suit : « L'instrument ressemble à un saxophone, mais il s'agit en fait d'un instrument à anches libres semblable à l'harmonicor, dont les anches sont sélectionnées par des touches en forme de piston disposées de la même manière que les touches d'un piano (...). Il pouvait être joué dans une position similaire à celle d'un saxophone, mais il était également doté d'un long tube en caoutchouc qui permettait au joueur de le placer sur une surface horizontale et de le jouer comme un clavier tout en soufflant dans le tube ».
Pour Jack Ashby, le Goofus peut être décrit « comme un accordéon soufflé à la bouche », une description qui se rapproche de celle qu'en donne Michael Zirpolo : « un petit saxophone avec des touches d'accordéon ».
Pour le Penguin Jazz Guide, le Goofus est une variante de mélodica.
On lira également plus bas la description qu'en donne le saxophoniste de jazz Arthur Rollini, frère du grand promoteur de l'instrument Adrian Rollini.

## Historique

### Établissements Couesnon
L'instrument est inventé par les Établissements Couesnon, une manufacture française d'instruments de musique produisant des instruments à vent et des percussions fondée en 1827 à Château-Thierry par Auguste Guichard.
Son beau-fils Amédée Couesnon rebaptise la société Couesnon et Cie. La société connaît une croissance importante et déclare en 1890 être le plus important fabricant mondial d'instruments de musique. En 1911, Couesnon avait un millier d'employés.
En 1924, le fabricant français d'instruments à vent en cuivre et en bois obtient le brevet n° 569294 pour cet instrument décrit dans le brevet comme un « saxophone jouet ».
L'instrument est commercialisé sous le nom de couesnophone, du nom de la société Couesnon et Cie.

### Le couesnophone dans le jazz
Le couesnophone a connu une brève popularité auprès de certains des premiers musiciens de jazz comme le saxophoniste, pianiste et vibraphoniste de jazz américain Adrian Rollini.
Dans son autobiographie Thirty Years with the Big Bands parue en 1987, Arthur Rollini raconte au sujet de son frère Adrian Rollini que, vers 1925, « Adrian s'est procuré deux instruments nouveaux et inhabituels. Le couesnophone, qu'il surnomme le « Goofus », est un instrument en laiton qui est tenu comme une flûte ; son manche est recourbé vers l'intérieur et l'embouchure est percée d'un trou ovale. Il possédait cependant un petit clavier de piano avec des boutons de laiton en guise de touches. L'autre instrument, qu'Adrian appelait « Fountain Pen », était un tube allongé fait de bois de Grenadille », une sorte de flûte droite à six trous d'une longueur de 25 cm dont la gamme musicale était plus limitée que celle du « Goofus », un défi qu'Adrian Rollini releva facilement.
L'invention du « Goofus » est parfois attribuée à Adrian Rollini mais l'instrument a en fait été inventé par la firme française Couesnon & Cie.
Comme les Américains trouvaient le nom de l'instrument trop difficile à prononcer, Adrian Rollini l'a surnommé « Goofus », et de là vient également le nom d'un ses groupes de jazz, les Goofus Five.
Le nom du couesnophone a également été anglicisé en « queenophone ».
Lorsqu'Adrian Rollini est allé travailler à Londres avec l'orchestre de Fred Elizalde, il a emmené avec lui son Goofus et son « Hot Fountain Pen ». Dans la revue musicale britannique Melody Maker de 1928-1930, on a pu voir des publicités de la compagnie d'instruments Keith Prowse & Co avec la photo d'un « Hot Fountain Pen »,.